# Elobey, Annobón y Corisco
Elobey, Annobón y Corisco formaron una colonia española en África, que incluía las islas de Elobey Grande, Elobey Chico y Corisco, localizadas en la bahía de Corisco, y la de Annobón al sudoeste de Santo Tomé y Príncipe. Protectorado español desde 1843 y colonia desde 1903.
Tenía un área total de 36 km² y una población estimada en 1910 de 2950 personas. Dependía del gobernador general con sede en Santa Isabel que contaba con tenientes de gobernador en Annobón y en Elobey Chico. Todas las posesiones coloniales de España en Guinea se reunificaron administrativamente en 1926 para formar la Guinea Española hasta que esta se independizó en 1968 como Guinea Ecuatorial.

## Historia

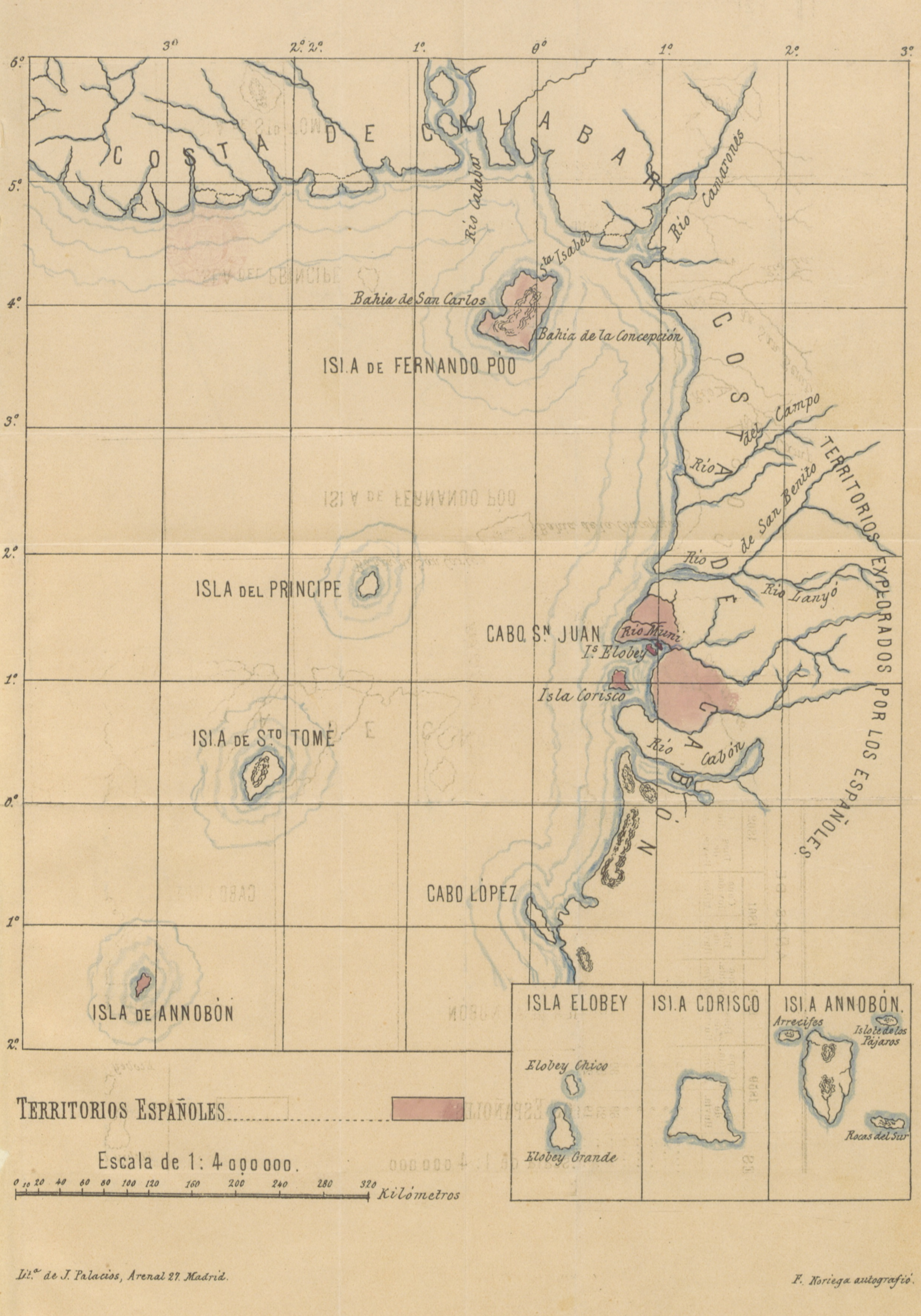
Mapa de las posesiones españolas en el Golfo de Guinea en 1897, antes del Tratado de París de 1900.

Annobón fue descubierta por los portugueses el 1 de enero de 1472 (de ahí el nombre: anno bon, buen año). Fue cedida a España junto a Fernando Poo mediante el Tratado de El Pardo, a cambio de unos territorios al sur de Brasil. La dominación efectiva de los españoles en estas islas data de 1777. 
El reino benga de la isla de Corisco y la zona de Cabo San Juan estableció un acuerdo de protectorado con España en 1843 como resultado de un arreglo entre Juan José Lerena y Barry con el rey benga Bonkoro I, quien murió en 1846. Previamente, en 1836 el navegante español José de Moros ya había visitado la isla de Annobón, gobernada por el rey Pedro Pomba, reafirmando la soberanía española sobre la isla.
En el año 1959 esta colonia se unificó con la isla y provincia de Fernando Poo, mientras que Elobey y Corisco pasaron aformar parte de la Guinea continental española llamada Río Muni, para conformar la Guinea Española.

## Filatelia

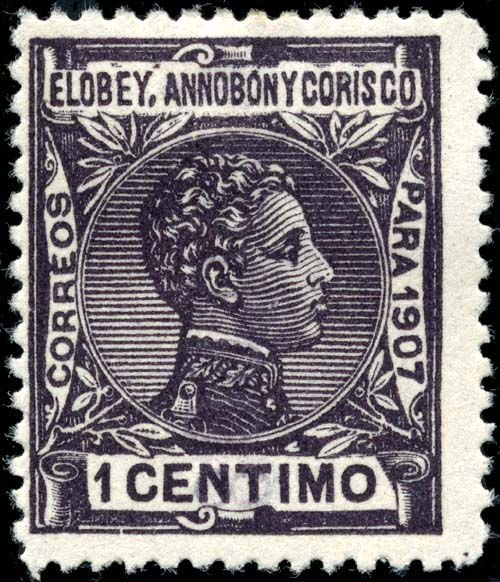
Sello de un céntimo de la colonia, 1907.

Esta colonia es famosa para los aficionados a la filatelia al haber tenido sus propios sellos, desde 1903 hasta 1910. El primero ostentaba el perfil de un joven Alfonso XIII, y tenía 18 valores desde 1/4 céntimos hasta 10 pesetas.
En 1905, los valores de 1 céntimo a 10 pesetas fueron reimpresos aunque con esta misma fecha. La emisión de 1906 se realizó mediante habilitaciones estampadas sobre la serie anterior. En 1907 apareció una nueva serie de 16 valores entre 1 ct. y 10 ptas. En el catálogo EDIFIL especializado aparecen 50 sellos de las series básicas, pero la lista pasa del centenar si se consideran las variedades, lo no emitidos (NE) y la serie de fiscales habilitados para correos de 1909. Un total de 72 ediciones aparecen en el catálogo de Yvert.